# Englische Badmintonmeisterschaft 2015
Die Englische Badmintonmeisterschaft 2015  fand vom 30. Januar bis zum 1. Februar 2015 in Crawley statt.

## Medaillengewinner
| Disziplin    | Gold                          | Silber                           | Bronze                           |
| ------------ | ----------------------------- | -------------------------------- | -------------------------------- |
| Herreneinzel | Sam Parsons                   | Andrew Smith                     | Darren Adamson                   |
| Herreneinzel | Sam Parsons                   | Andrew Smith                     | Alex Lane                        |
| Dameneinzel  | Nicola Cerfontyne             | Fontaine Chapman                 | Chloe Birch                      |
| Dameneinzel  | Nicola Cerfontyne             | Fontaine Chapman                 | Lydia Jane Powell                |
| Herrendoppel | Marcus Ellis Chris Langridge  | Matthew Nottingham Harley Towler | Peter Briggs Tom Wolfenden       |
| Herrendoppel | Marcus Ellis Chris Langridge  | Matthew Nottingham Harley Towler | Ben Lane Sean Vendy              |
| Damendoppel  | Heather Olver Lauren Smith    | Jenny Moore Victoria Williams    | Fee Teng Liew Kirby Ngan         |
| Damendoppel  | Heather Olver Lauren Smith    | Jenny Moore Victoria Williams    | Helena Lewczynska Emily Westwood |
| Mixed        | Chris Adcock Gabrielle Adcock | Gary Fox Lauren Smith            | Ben Lane Jessica Pugh            |
| Mixed        | Chris Adcock Gabrielle Adcock | Gary Fox Lauren Smith            | Harley Towler Emily Westwood     |

## Finalergebnisse
| Disziplin    | Sieger                        | Finalist                         | Ergebnis            |
| ------------ | ----------------------------- | -------------------------------- | ------------------- |
| Herreneinzel | Sam Parsons                   | Andrew Smith                     | 21-14, 21-16        |
| Dameneinzel  | Nicola Cerfontyne             | Fontaine Chapman                 | 24-22, 21-19        |
| Herrendoppel | Marcus Ellis Chris Langridge  | Matthew Nottingham Harley Towler | 21-17, 19-21, 21-15 |
| Damendoppel  | Heather Olver Lauren Smith    | Jenny Moore Victoria Williams    | 21-11, 21-11        |
| Mixed        | Chris Adcock Gabrielle Adcock | Gary Fox Lauren Smith            | 21-10, 21-13        |